# The Valleys
The Valleys é um reality show britânico com sede em Cardiff, País de Gales e transmitido pela MTV. Sua estreia ocorreu em 25 de Setembro de 2012. O reality conta a história de um grupo de jovens dos Vales Galeses do Sul que se mudam para Cardiff a fim de realizar seus sonhos com a ajuda de seus novos chefes, AK e Jordan.

## História
A primeira temporada do reality estreou em 25 de Setembro de 2012. O programa retornou com uma segunda temporada em 30 de Abril de 2013. Antes de o início da segunda temporada, foi anunciado que os irmãos gémeos Anthony e Jason seriam os novos membros do elenco. O participante Aron anunciou sua saída do reality. A primeira promo do reality para a segunda foi ao ar em 02 de abril de 2013, durante um novo episódio de Geordie Shore. Em 23 de abril, uma semana antes da estreia da segunda temporada, um episódio especial intitulado "The Valleys: Filthy Bits" foi ao ar, com os melhores momentos da primeira temporada.
Em 5 de Julho de 2013, o participante Leeroy confirmou que haveria uma terceira temporada de The Valleys. Em 14 de Janeiro de 2014, foi anunciado que um novo membro do elenco iria se juntar para a terceira temporada do programa. O novo membro do elenco foi revelado Jack Watkins, uma stripper de 24 anos de idade. A nova temporada estreou 25 de fevereiro de 2014 e foi filmado em vários locais em todo o Reino Unido e Irlanda, e saíram em turnê como "Valleywood Nights".
Em 01 de junho de 2014, foi anunciado que The Valleys tinha sido cancelado pela MTV devido à queda de audiência. The Valleys teve um desempenho excepcionalmente bom para a MTV com três temporadas de sucesso. No entanto, com o nosso público sempre está à procura de conteúdo novo e envolvente, estamos focados no desenvolvimento de novas idéias do programa original para a programação da MTV, como novo sucesso Ex on the Beach e retornando favoritos como Geordie Shore.

## Elenco
| Temporadas | Episódios | Nome             | Idade (no início do reality) | Cidade natal      | Trabalho            |
| ---------- | --------- | ---------------- | ---------------------------- | ----------------- | ------------------- |
| 1–3        | 22        | Carley Belmonte  | 21                           | Caerphilly        | DJ e promoter       |
| 1–3        | 22        | Darren Chidgey   | 25                           | Bridgend          | Modelo              |
| 1–3        | 22        | Jenna Jonathan   | 21                           | Tonyrefail        | Modelo              |
| 1–3        | 22        | Lateysha Grace   | 19                           | Neath Port Talbot | Modelo e cantora    |
| 1–3        | 20        | Natalee Harris   | 23                           | Pontypool         | Modelo              |
| 1–3        | 22        | Nicole Morris    | 19                           | Swansea           | Stylist e fotógrafa |
| 2–3        | 10        | Anthony Suminski | 22                           | Pontypridd        | Modelo              |
| 2–3        | 16        | Jason Suminski   | 22                           | Pontypridd        | Modelo              |
| 3          | 8         | Jack Watkins     | 24                           | Cwmbran           | Stripper            |
| 1–2        | 11        | Leeroy Reed      | 21                           | Bridgend          | Rapper              |
| 1–2        | 14        | Liam Powell      | 25                           | Ystrad Mynach     | DJ e modelo         |
| 1          | 6         | Aron Williams    | 19                           | Tredegar          | Kickboxer           |

## Transmissões Internacionais
| País                                                                            | Canal         | Título          | Ano     | Referência |
| ------------------------------------------------------------------------------- | ------------- | --------------- | ------- | ---------- |
| Austrália Nova Zelândia                                                         | MTV Austrália | The Valleys     | 2012–14 |            |
| Sérvia Croácia Eslovénia Bósnia e Herzegovina Montenegro República da Macedônia | MTV Adria     | The Valleys     | 2013–14 |            |
| Espanha                                                                         | MTV Espanha   | The Valleys     | 2013–14 |            |
| Polônia                                                                         | MTV Polônia   | Ekipa z Cardiff | 2013–14 |            |
| Alemanha Austria                                                                | MTV Alemanha  | The Valleys     | 2013–14 |            |
| Suíça                                                                           | MTV Suíça     | The Valleys     | 2013–14 |            |
| Holanda Bélgica                                                                 | MTV Holanda   | The Valleys     | 2013–14 |            |
| Finlândia                                                                       | MTV Finlândia | The Valleys     | 2013–14 |            |
| Portugal                                                                        | MTV Portugal  | The Valleys     | 2013–14 |            |
| Itália                                                                          | MTV Itália    | The Valleys     | 2013–14 |            |
| França                                                                          | MTV França    | The Valleys     | 2013–14 |            |
| Israel                                                                          | MTV Israel    | העמק            | 2015    |            |